# 見母
見母（白一平轉寫：k-）是中古漢語的牙音見組全清聲母，有開合口對立，可配所有等。

## 擬音
在大多數漢語方言、域外方音和對音中，見母大多數字對應軟顎送氣清塞音[k]或不送氣清齦顎塞擦音[t̠͡ɕ]，學界一致同意將之擬爲[k]。
| 聲母 | 高本漢 | 李方桂 | 陸志韋 | 王力  | 周法高 | 李榮 | 邵榮芬 | 蒲立本 | 董同龢 | 鄭張尚芳 | 潘悟雲 | 《廣韻》字數 |
| ---- | ------ | ------ | ------ | ----- | ------ | ---- | ------ | ------ | ------ | -------- | ------ | ------------ |
| 見   | k      | k      | k      | k(kʷ) | k      | k    | k      | k      | k      | k        | k      | 2029         |

## 上古來源
見母上古來源各家說法不一，某些早期學者（如高本漢、王力）認為見母來自上古漢語[k]輔音；後來學者如鄭張尚芳、潘悟雲、蒲立本等認為見母合口字另外來自上古漢語[kʷ]輔音。此外，許多見母字與來母字諧聲，有學者也認為上古漢語有[kl]之類的複輔音。

## 各家分類
| 唐守溫三十字母 | 宋三十六字母 | 陳澧 | 曾運乾 | 白涤洲 | 李榮 | 周法高 |
| -------------- | ------------ | ---- | ------ | ------ | ---- | ------ |
| 見             | 見           | 見   | 古、居 | 古、居 | 見   | 見     |

## 反切上字
《廣韻》見母的反切上字有十七字：居九俱舉規吉紀几古公過各格兼姑佳詭。

## 現代漢音
在大部分官話、吳語，見母分化成兩類：第一類讀[k]，出現在中古漢語一等韻及合口二等韻。另一類顎化為[t̠͡ɕ]，出現在二等開口及三、四等韻。
在閩語、客家話，見母無論洪細皆作[k]（除少數例外）。粵語廣州話亦無論洪細皆不顎化，但學界多將開合分成兩種聲母，開口為見母[k]、合口派古母[kʷ]。

## 域外方音
朝鲜语、越南語、日語吳音及漢音中，大多數見母字都讀[k]。